# Анастасия Петрович Негошина
Анастасия Петрович Негошина (на руски: Анастася Николаевна) (23 декември 1868 – 25 ноември 1935) е черногорска принцеса и велика руска княгиня.

## Биография
Родена е на 23 декември 1868 в Цетине, Черна Гора, като принцеса Анастасия Стана Петрович Негошина. Дъщеря е на черногорския крал Никола I Петрович-Негош (1841 – 1921) и кралица Милена Вукотич (1847 – 1923).
През 1889 г. в Санкт Петербург Анастасия се омъжва за Георги Максимилианович, шести херцог на Льойхтенберг, който е син на великата княгиня Мария Николаевна и херцог Максимилиан дьо Боарне и е внук на император Николай I. Двамата се развеждат през октомври 1906 г.
На 29 април 1907 г. в Ялта, Анастасия Николаевна се омъжва за великия княз Николай Николаевич, който също е внук на император Николай I. Братът на Николай Николаевич, великият княз Петър Николаевич, е женен за по-голямата сестра на Анастасия, Милица Николаевна.
През 1917 г. Анастасия Николаевна и съпругът ѝ успяват да се евакуират заедно с други членове на императорското семейство на Кримския полуостров, откъдето през 1919 г. напускат Болшевишка Русия на борда на британския крайцер Мауборо, пратен да евакуира императрицата-майка Мария Фьодоровна и оцелелите членове на руското императорско семейство, които се намират по това време в Крим.
След кратък престой в Генуа като гости на крал Виктор Емануил III, който е женен за по-малката сестра на Анастасия, Елена Петрович Негош, Анастасия и Николай се установяват в малка усамотена къща в покрайнините на Париж. Зимите великата княгиня и съпругът ѝ прекарват в градчето Антибо, на Френската Ривиера, в което Анастасия Николаевна умира на 25 ноември 1935 г.

## Деца
Анастасия Николаевна има две деца от първия си брак с Георги Максимилианович:
- Сергей Георгиевич (1890 – 1947)
- Елена Георгиевна (1892 – 1971)

От втория си брак с Николай Николаевич Анастасия Николаевна няма деца.